# Arbulo
Arbulo (en euskera y oficialmente Arbulu) es un concejo del municipio de Elburgo, perteneciente a la cuadrilla de la Llanada Alavesa, en la provincia de Álava, comunidad autónoma del País Vasco, España. 

## Toponimia
La población es mencionada en el año 1025 en la Reja de San Millán como Arbuslu.En la documentación aparecen otras denominaciones a lo largo de los siglos: Arbuslo, Arbulu, Ardulu y Arbulo.

## Geografía física
Arbulo se sitúa a 543 m de altitud, al sur del embalse de Ullibarri-Gamboa, a unos 11 km al noreste de Vitoria y a escasos metros de la carretera E-5, que une Madrid con la frontera en Irún. El acceso a la población debe hacerse desde la N-104, en las cercanías de las localidades de Matauco y Argómaniz.
|                 | Norte: Urízar |                 |
| Oeste: Junguitu |               | Este: Argómaniz |
|                 | Sur: Oreitia  |                 |

## Despoblado
Forma parte del concejo el despoblado de:
- San Juan.[5]

## Historia
Fue paso del Camino de Santiago y todavía conserva las ruinas de su antiguo hospital de peregrinos.Es una de las aldeas que el Alfonso XI entregó a la jurisdicción de la villa de Elburgo el 20 de octubre de 1337.
A mediados del siglo XIX, el lugar, que por entonces formaba parte del municipio de Elburgo, contaba con una población censada de 100 habitantes. La localidad aparece descrita en el segundo volumen del Diccionario geográfico-estadístico-histórico de España y sus posesiones de Ultramar de Pascual Madoz de la siguiente manera:

ARBULO: l. en la prov. de Alava (2 leg. á Vitoria), dióc. de Calahorra (15), herm. y part. jud. de Salvatierra (2 1/2) y ayunt. de El Burgo (1/2): sit. en una mediana altura al S. y á unos 600 pasos de la carretera de Vitoria para Pamplona, con clima frio pero sano, 22 casas de mediana construccion forman este lug.: la igl. parr. (San Martin ob. de Tours) está servida por 2 beneficiados: el térm. confina por N. con los de Urizar y Mendijur, por E. con el de Junquitu, por S. con los de Oreitia y Matauco; los 3 dist. 1/2 leg. y por O. con el de Argomaniz: tiene una ermita con la advocacion de San Lorenzo Mártir, colocada en un estemo del pueblo, contigua al cementereio, y en la carretera se halla la venta llamada Ilazarri, la cual pertenece á Oreitia, Argomaniz y á Arbulo: el terreno es de buena calidad: tiene una balsa á la salida del pueblo en direccion á la carretera, cuyo origen se encuentra en el monte de Ilazarri: este es de comun aprovechamiento para los mencionados l. de Oreitia y Argomaniz; pero á consecuencia de las últimas guerras y del abandono de los pueblos, se halla casi desp.: caminos: el que dirige á la carretera real se halla en buen estado, y el que vá á Vizcaya y Guipúzcoa solo sirve para arrieria; el correo se recibe de Vitoria: prod.: trigo, cebada, maiz, habas, rica, alholba, patatas, mijo, algunas legumbres y poca fruta; cria ganado vacuno, yeguas para crias de muletas: estas tienen mucha estimacion para la labranza, y el lanar escasea por falta de pastos; hay caza de perdices, liebres y codornices á su tiempo; se pescan tencas y anguilas: ind: la agrícola y la venta del sobrante de granos en Vitoria los mártes, juéves y sábados, cuya preferencia de mercado es el juéves por concurrir los compradores de Vizcaya y Guipúzcoa: pobl.: 20 vec., 100 alm.: contr. (V. Alava intendencia).
(Madoz, 1845, p. 464)

Décadas después, ya en el siglo XX, se describe de la siguiente manera en el tomo de la Geografía general del País Vasco-Navarro dedicado a Álava y escrito por Vicente Vera y López:

Arbulo.—Confina, al N., con Urízar; al S., con Oreitia; al E., con Argómaniz, y al O., con Junguitu. Su caserío se compone de 25 viviendas. La población asciende á 78 almas de hecho y 77 de derecho. Su parroquia, dedicada á San Martí, estuvo servida por dos beneficiados; en la actualidad es de categoría rural de segunda clase y pertenece al arciprestazgo de Armentia. Tiene una escuela pública incompleta. Comparte con otros pueblos al aprovechamiento de los montes comunales de Zabaleta, Urramendi é Ilazarri, plantados de robles. Existe en el lugar una casa, en la que nació el llamado Fuerte de Arbulo, hombre de extraordinarias fuerzas, y las hazañas que en este sentido se refieren de él, son más propias del Hércules mitológico que de un ser real. Dista de El Burgo 3,600 metros.
(Vera y López, 1915-1921, pp. 432-433)

## Demografía
| Gráfica de evolución demográfica de Arbulo entre 2000 y 2017 |
|                                                              |
| Población de derecho según los censos de población del INE.  |

## Cultura

### Patrimonio material

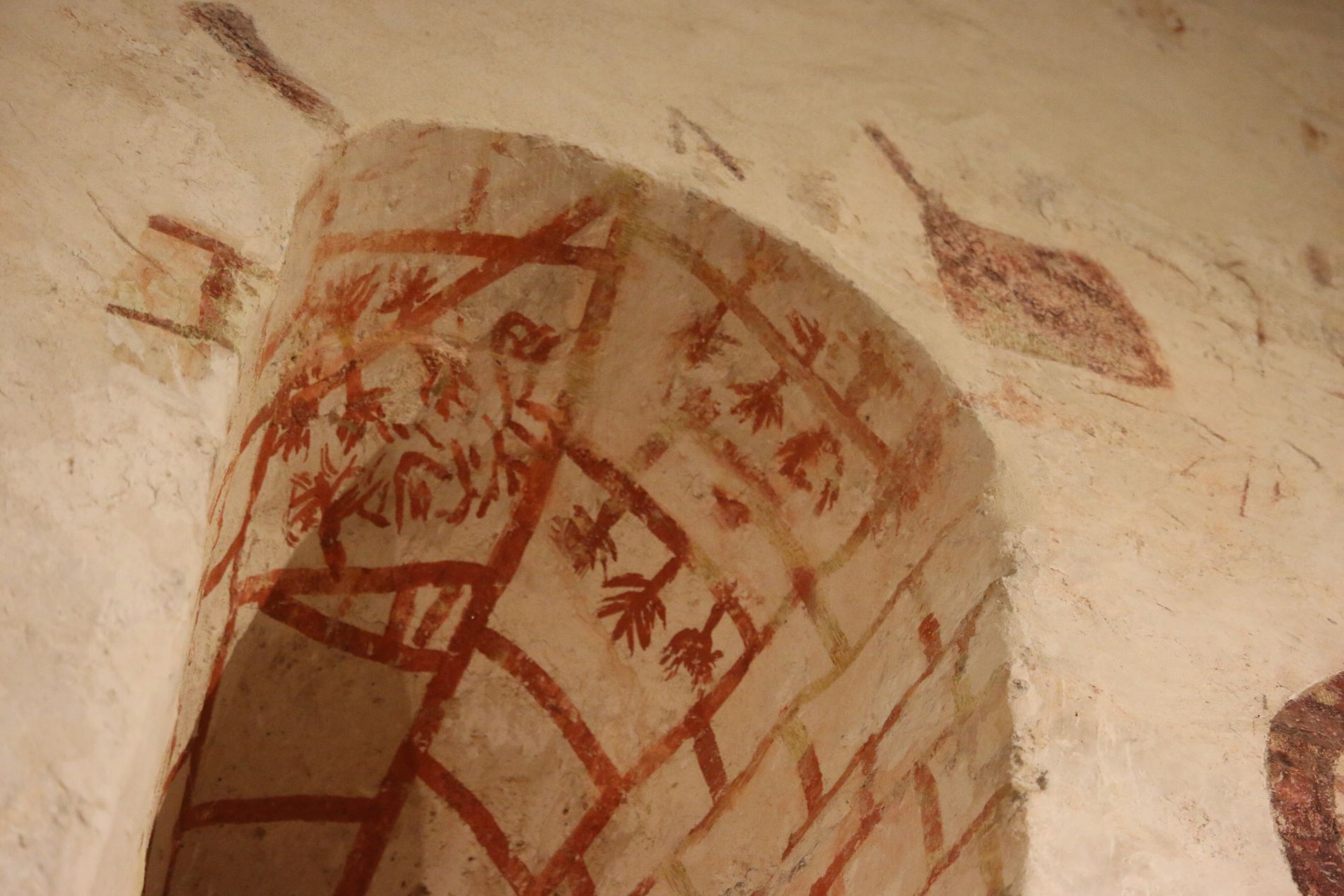
Pintura mural roja medieval en San Martín de Tours de Arbulo

- Iglesia de San Martín de ToursPintura mural roja medieval en San Martín de Tours de ArbuloIglesia de San Martín de Tours. Es en su mayor parte una construcción realizada en el siglo XVI para ampliar el primitivo templo románico tardío. Es de planta rectangular con cabecera recta y nave de dos tramos. La  bóveda nervada del presbiterio está decorada con un magnífico conjunto de claves policromadas. El templo tiene una robusta torre de uso defensivo. En el interior, el coro (construido en piedra policromada) es del último tercio del siglo siglo XV o comienzos del siglo XVI. [11][12]Los trabajos de restauración llevados a cabo en el templo desde el 1999 hasta 2008 y en 2019, y la retirada del retablo mayor permitieron sacar a la luz un completo conjunto de pinturas murales, aplicadas sucesivamente, fechadas desde la Edad Media hasta el Barroco pasando por el Renacimiento.[13][14][15][16][17][7]
- Ermita de San Lorenzo.[18]

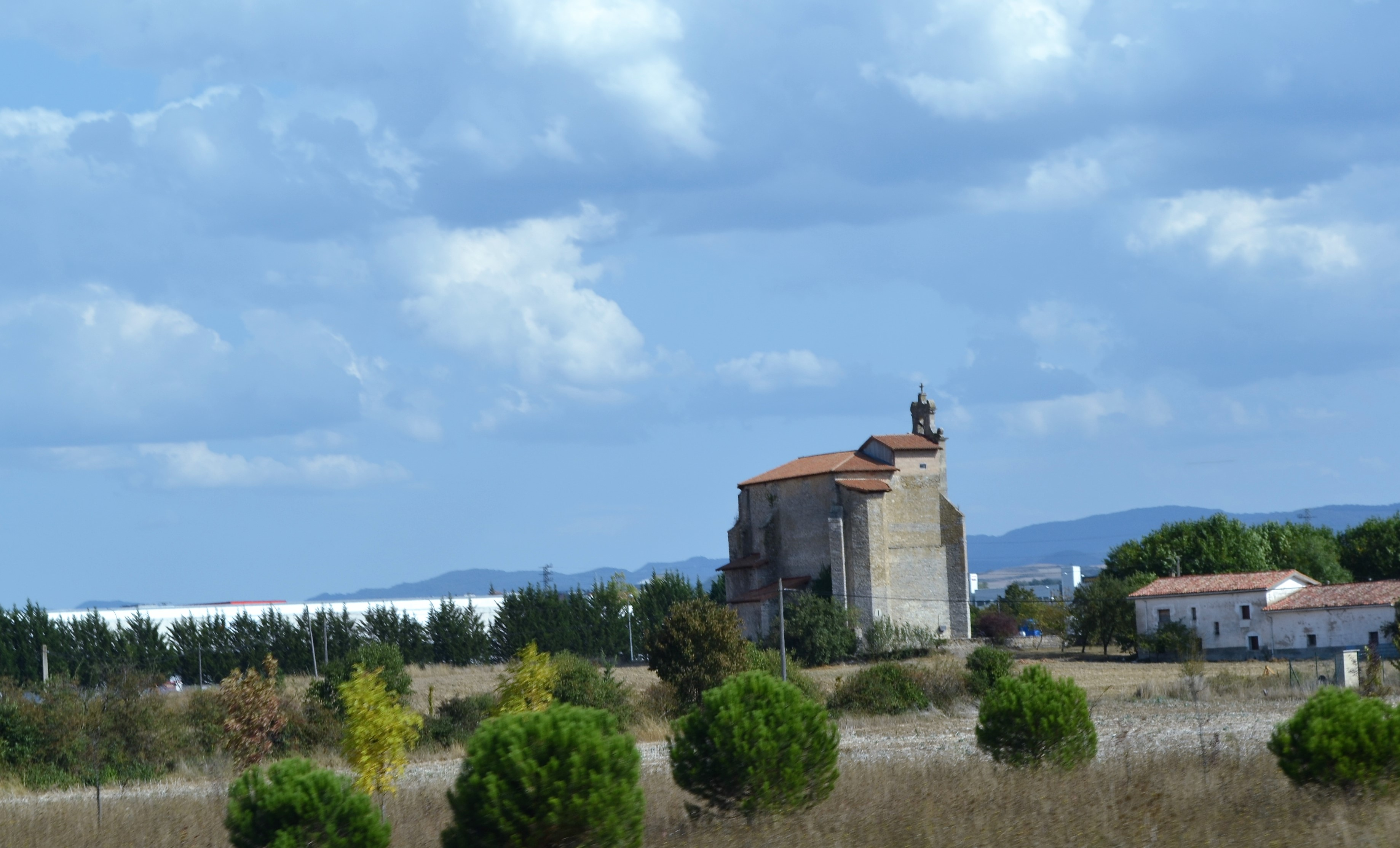
Iglesia de San Martín de Tours

- Ermita de San Martín de Ania. La estructura medieval de aprecia aún en el ventanal de su cabecera recta, en forma de saetera, y en los canes sin decorar conservados en el lado sur. Se ubica en terreno común a Arbulo, Junguitu, Matauco y Lubiano.[19][20][16]
- Antigua escuela.[21]
- Bolera.[22]
- Antigua fuente-abrevadero-lavadero. El edificio del lavadero fue transformado, siendo trasladados algunos de los restos de la antigua fuente (pila semicircular monolítica de arenisca) a otra más moderna.[23]
- Antiguo hospital de San Lorenzo, documentado desde 1686 a 1784 a través de diferentes donaciones y, sobre todo, apuntes de gastos en el traslado de enfermos, enterramientos o reparaciones.[24]
- Antiguo Molino de Arbulo.[25]

### Patrimonio inmaterial
- Las fiestas del concejo se celebran el 11 de noviembre, San Martín.[3][26]

- Leyenda del Fuerte de Arbulo, con una fuente construida con el plato donde el mítico personaje comía las habas que le dotaban de fuerza.[27]